# Жан IV де Нель (граф Суассона)
Жан IV де Нель (фр. Jean IV de Nesle; ум. не позднее 1297, возможно — в 1289 году) — граф Суассона с не позднее 1286 года, сеньор Шиме.

## Биография
Сын Жана III де Неля (ум. до 8 октября 1286) и Маргариты де Монфор (1225/35 — 1284 или позже). Ещё при жизни отца получил во владение сеньорию Шиме.
Жена (свадьба не позднее 1280) — Маргарита де Рюминьи, дочь Гуго II де Рюминьи от его второй жены Филиппы.
Дети:
- Жан V де Нель (1281—1304), граф Суассона. Не был женат.
- Гуго де Нель (ум. после октября 1305), граф Суассона. В начале 1305 года женился на Жанне де Даржи (1290—1333/37), даме Даржи и Като, дочери Ренара II, сеньора Даржи и Като. Овдовев, она в 1310 г. вышла замуж за Жана де Клермона, графа Шароле.

У Гуго де Неля и Жанны де Даржи был единственный ребёнок — дочь Маргарита (1305/06-1350), которая родилась уже после смерти отца. Она и унаследовала графство Суассон.
Не позднее февраля 1317 года Маргарита вышла замуж за Жана д’Авень, сеньора де Бомон, сына Жана II, графа Эно.
Их дочь Жанна де Бомон после смерти матери (1350) стала графиней Суассона. Её сын Ги II де Шатильон, содержавшийся в английском плену, в 1367 году уступил графство английскому королю, а тот передал его своему зятю Ангеррану VII, сеньору де Куси.